# Albertine Zullo

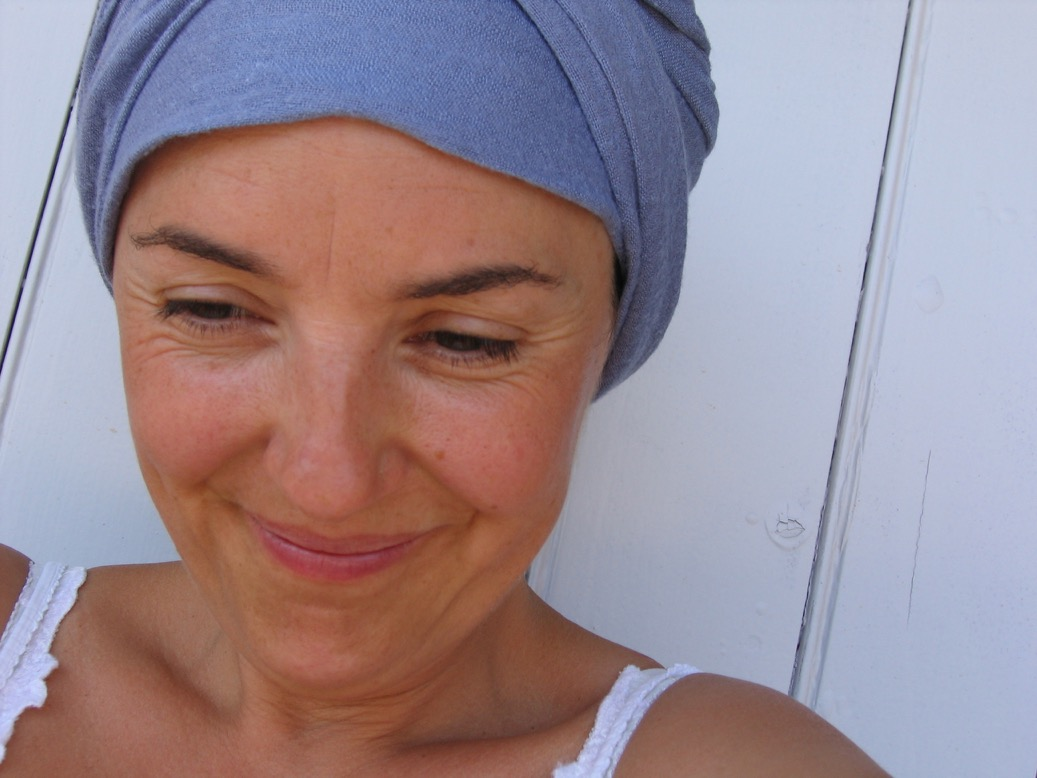
Albertine Zullo

Albertine Zullo (* 1967 in Dardagny; Pseudonym: Albertine) ist eine Schweizer Zeichnerin, Illustratorin und Kinderbuch-Autorin.

## Biografie
Albertine Zullo besuchte von 1982 bis 1989 die Kunsthochschule in Genf. 1993 lernte sie den Schriftsteller Germano Zullo kennen. Sie heirateten 1996 und bringen seitdem auch gemeinsame Werke heraus.
An der École de superieure d'arts visuels in Genf unterrichtet Albertine Zullo Siebdruck. Sie illustriert gedruckte und elektronische Publikationen und hat zahlreiche Bilderbücher veröffentlicht.
Die ab März 2011 aktive Internetplattform für Ausserrhoder Familien ist durch Albertine Zullo illustriert. Für die Frauenzeitschrift Femina und für das wöchentliche Nachrichtenmagazin L’Hebdo macht Albertine Illustrationen. Beim Lenzburger Gauklerfest stammte das Plakat 2002 von ihr.
Im französischen Literaturprojekt Les Belles Etrangères vertrat sie 2001 die Schweiz zusammen mit Zoë Jenny, Adolf Muschg, Giovanni Orelli, Oscar Peer, Jürg Schubiger, Ruth Schweikert, Peter Stamm und Markus Werner.

## Auszeichnungen
- 1999: Goldener Apfel bei der Biennale in Bratislava (für Marta et la bicyclette)
- 2009: Schweizer Kinder- und Jugendmedienpreis, Sparte Buch (La Rumeur de Venise)[7]
- 2011: Prix sorcière mit Germano Zullo für Les Oiseaux[8]
- 2012: Preis Best Illustrated children’s book Award 2012 der New York Times für Les oiseaux[9]
- 2014: Prix Enfantaisie für Dada
- 2020: Hans Christian Andersen Preis (als Illustratorin) für ihr kinderliterarisches Gesamtwerk

## Werke

### Bücher
- Die Hochhausstapler. (orig. Les gratte-ciel.) Zusammen mit Germano Zullo. Übersetzt von Niklas Maak. Sanssouci, München 2012, ISBN 978-3-8363-0330-9.
- Wie die Vögel. Zusammen mit Germano Zullo. Übersetzt von Ingrun Wimmer. Carlsen, Hamburg 2012, ISBN 978-3-551-51766-1.
- Paquita. Zusammen mit Germano Zullo. Übersetzt von Katharina Tranitz. Schweizerisches Jugendschriftenwerk, Zürich 2008, ISBN 978-3-7269-0531-6.
- Immer wieder sonntags. Zusammen mit Germano Zullo. Aus dem Französischen von Edmund Jacoby. Gerstenberg, Hildesheim 2005, ISBN 3-8067-5086-6.
- Das Ausland. Zusammen mit Jürg Schubiger. Peter Hammer, Wuppertal 2003.[10]
- Marta mit dem Fahrrad. Zusammen mit Germano Zullo. Aus dem Französischen übersetzt von Gerda Wurtzenberger. Atlantis/Pro Juventute, Zürich 2001, ISBN 3-7152-0444-3.

### Filme
- 2005: Le génie de la boîte de raviolis. (Das Raviolibüchsengenie.) Regie Claude Barras.[11]